# جاستین برفیلد
جاستین برفیلد (انگلیسی: Justin Berfield؛ زادهٔ ۲۵ فوریهٔ ۱۹۸۶) یک هنرپیشه و تهیه‌کننده اهل ایالات متحده آمریکا است. وی از سال ۱۹۹۴ میلادی تاکنون مشغول فعالیت بوده‌است.

## گزیده فیلمشناسی
از فیلم‌ها یا برنامه‌های تلویزیونی که وی در آن نقش داشته‌است می‌توان به آثار زیر اشاره کرد.
- حرکت بزرگ مکس کیبل (۲۰۰۱)
- عشق و سیگار (۲۰۰۶ فقط تهیه‌کننده)
- بلندپروازی بلوند (۲۰۰۷ فقط تهیه‌کننده)
- دنیای مالکوم (۲۰۰۰–۲۰۰۶)
- حرکت بزرگ مکس کیبل (۲۰۰۱)
- اتاق کابوس (۲۰۱۱)
- والدین نسبتاً عجیب و غریب (۲۰۰۴)